# سونگ شی-کیونگ
سونگ شی-کیونگ (انگلیسی: Sung Si-kyung؛ زادهٔ ۱۷ آوریل ۱۹۷۹) خوانندگی، مجری تلویزیون اهل کره جنوبی است. وی از سال ۲۰۰۰ میلادی تاکنون مشغول فعالیت بوده‌است.